# Nōgata

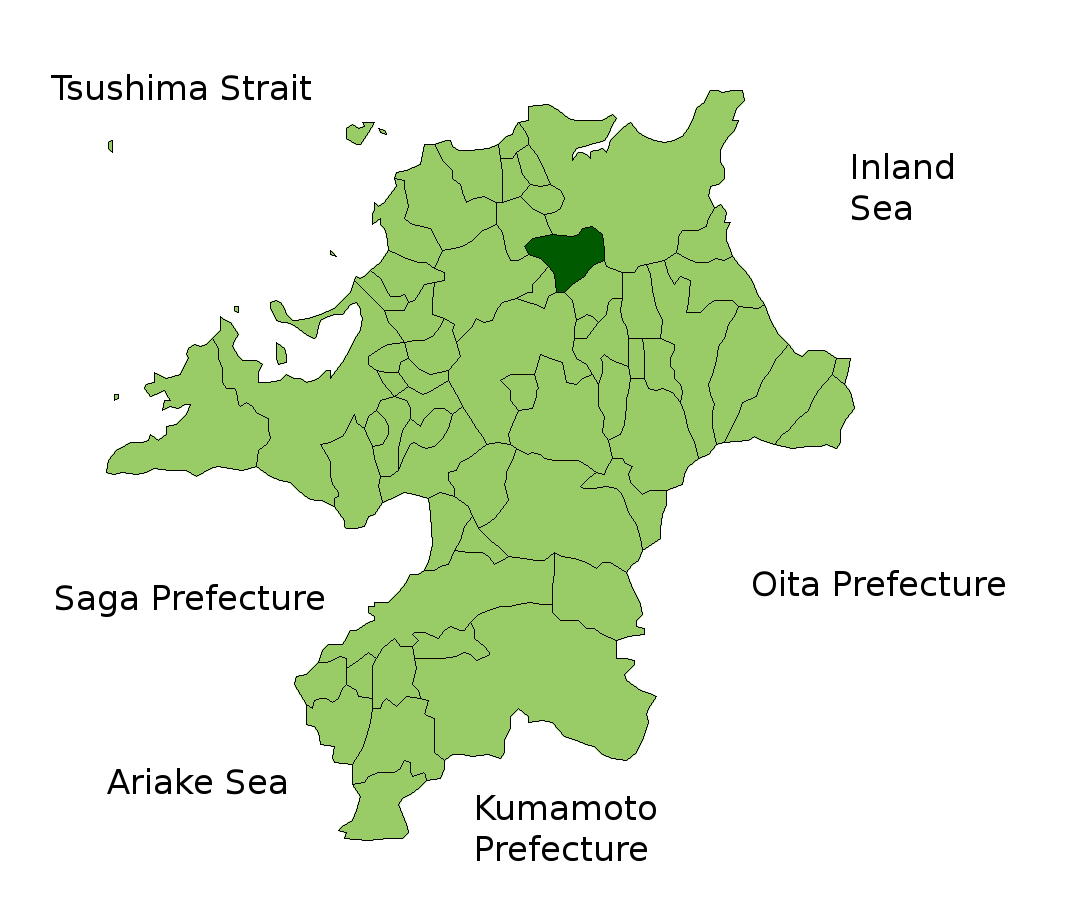

Nōgata (直方市 Nōgata-shi?) este un municipiu din Japonia, prefectura Fukuoka.